# Anavirgatites
Anavirgatites – rodzaj głowonogów z podgromady amonitów.
Żył w okresie jury (kimeryd - tyton).